# 柯文安
柯文安（1956年9月—），中華民國空軍中將，為中華民國國軍留美將領之一，畢業於空軍官校68年班、美國空軍參謀大學、美國空軍戰爭學院戰略研究所碩士、美國空軍戰爭學院，F5戰機飛官出身，現任中科院董事，曾任副參謀總長、空作部指揮官、參謀本部情報參謀次長、空軍官校校長、空軍401副聯隊長，同期同學有沈一鳴上將、吳萬教上將。
2016年8月30日，國防部長馮世寬頒授即將退伍的柯文安中將「陸海空軍甲種二等獎章」。柯文安中將在發表感言時表示，他個人能在「漢光32號演習」結束後劃下句點，就像是印證「那美好的一仗，我已經打過了！」而且服務軍旅將近37年，以個人有限的能力，盡了最大的奉獻與付出，問心無愧。